# University of Bolton Stadium
El University of Bolton Stadium és un estadi de futbol de la ciutat de Bolton, Anglaterra, dins del Gran Manchester. Actualment és la seu del Bolton Wanderers Football Club, club de la Premier League. L'estadi fou inaugurat el 1997 i té una capacitat de 28.723 espectadors, actualment és un dels estadis més nous d'Anglaterra.